# Amphisbaena gracilis
Amphisbaena gracilis är en ödleart som beskrevs av  Strauch 1881. Amphisbaena gracilis ingår i släktet Amphisbaena och familjen Amphisbaenidae. IUCN kategoriserar arten globalt som otillräckligt studerad. Inga underarter finns listade i Catalogue of Life.